# Wilhelm Batz
Wilhelm Batz (* 21. Mai 1916 in Bamberg; † 11. September 1988 in Ebern, Unterfranken) war ein deutscher Luftwaffenoffizier und zählt mit 237 bestätigten Luftsiegen zu den erfolgreichsten Jagdfliegern im Zweiten Weltkrieg.

## Leben
Batz trat nach seinem Abitur 1935 in die Luftwaffe ein. Er wurde bis 1942 als Fluglehrer eingesetzt. Nach 5000 Flugstunden und seiner Beförderung zum Leutnant kam er als Adjutant zum Jagdgeschwader 52 an die Ostfront. Nach seinem 101. Luftsieg wurde er am 26. März 1944 mit dem Ritterkreuz des Eisernen Kreuzes, am 20. Juli 1944 nach seinem 188. Luftsieg mit dem Eichenlaub und am 21. April 1945 nach seinem 235. Luftsieg mit den Schwertern ausgezeichnet.
Am Ende des Krieges hat er mit seinen 237 Abschüssen in der Spitzengruppe der deutschen Jagdflieger gestanden, doch gelten die Zahlenangaben der Wehrmachtberichte sehr oft als überhöht. Von acht Luftsiegen, die Batz im März 1945 bei Luftkämpfen in Ungarn beanspruchte, konnten in russischen Archiven immerhin sieben als tatsächliche Abschüsse bestätigt werden.
Nach dem Krieg trat Batz 1956 der Luftwaffe der Bundeswehr, wiederum als Fluglehrer bei. Zunächst führte er eine Ausbildungsstaffel, später die Flugzeugführerschule „S“ in Memmingen. Als Oberstleutnant war er der erste Kommodore (31. Dezember 1961 bis zum 31. Januar 1964) des Lufttransportgeschwaders 63.

## Auszeichnungen
- Eisernes Kreuz (1939) II. und I. Klasse
- Ehrenpokal für besondere Leistung im Luftkrieg am 14. November 1943
- Frontflugspange für Jagdflieger in Gold
- Deutsches Kreuz in Gold am 28. Januar 1944[3]
- Ritterkreuz des Eisernen Kreuzes mit Eichenlaub und Schwertern[3]
  - Ritterkreuz am 26. März 1944
  - Eichenlaub am 20. Juli 1944 (526. Verleihung)
  - Schwerter am 21. April 1945 (145. Verleihung)